# Scott Grimes
Scott Christopher Grimes (Lowell, 9 luglio 1971) è un attore, doppiatore e musicista statunitense.

## Biografia
Nato a Lowell (Massachusetts) nel 1971, Scott Grimes comincia la sua carriera come attore bambino in alcune produzioni televisive, che già lo vedono protagonista nel 1984 in It Came Upon the Midnight Clear al fianco di Mickey Rooney.
Come attore è noto al grande pubblico soprattutto come sergente Donald Malarkey in Band of Brothers - Fratelli al fronte (2001) e dottor Archie Morris in E.R. - Medici in prima linea (2003-09). È soprannominato Leprechaun (Lepricano) per le sue chiare origini irlandesi. Per alcune puntate dell'undicesima stagione di E.R. ha lavorato con l'attore Eion Bailey con il quale aveva già collaborato in Band of Brothers. Dal 2017 ricopre il ruolo del tenente Gordon Malloy nella serie televisiva statunitense The Orville.

## Vita personale
È stato sposato dal 1997 al 2007 con Dawn Bailey, dalla quale ha avuto due figli: Madison, nata nel 1999 e Jackson Richard, nato nel 2001. Zio della giovane attrice Camryn Grimes, nel dicembre 2011 si è risposato con Megan Moore dalla quale si è separato nel 2017. Il 21 maggio 2019 si sposa con l'attrice e modella statunitense Adrianne Palicki. Nel luglio dello stesso anno i due attori presentano domanda di divorzio, richiesta che però viene ritirata a novembre. Fallita però la riconciliazione Adrianne, il 16 luglio 2020, ha presentato nuova istanza di divorzio.

## Filmografia

### Attore

#### Cinema
- Critters, gli extraroditori (Critters), regia di Stephen Herek (1986)
- Critters 2, regia di Mick Garris (1988)
- Night Life, regia di David Acomba (1989)
- Allarme rosso (Crimson Tide), regia di Tony Scott (1995)
- Mistery, Alaska, regia di Jay Roach (1999)
- To Kill a Mockumentary, regia di Stephen Wallis (2004) Uscito in home video
- Throwing Stars, regia di Todd Breau (2007)
- Robin Hood, regia di Ridley Scott (2010)
- Storia d'inverno (Winter's Tale), regia di Akiva Goldsman (2014)
- Pearly Gates, regia di Scott Ehrlich (2015)
- The Lost Tree, regia di Brian A. Metcalf (2016)
- Oppenheimer, regia di Christopher Nolan (2023)

#### Televisione
- A Doctor's Story, regia di Peter Levin – film TV (1984)
- The Night They Saved Christmas, regia di Jackie Cooper – film TV (1984)
- Un detective dal Paradiso (It Came Upon the Midnight Clear), regia di Peter H. Hunt – film TV (1984)
- Hotel – serie TV, 1 episodio (1985)
- Ai confini della realtà (The Twilight Zone) – serie TV, episodio 1x09 (1985)
- Casalingo Superpiù (Who's the Boss?) – serie TV, 2 episodi (1986-1987)
- Together We Stand – serie TV, 19 episodi (1986-1987)
- Frog, regia di David Grossman – film TV (1988)
- Bring Me the Head of Dobie Gillis, regia di Stanley Z. Cherry – film TV (1988)
- Babysitter – serie TV, 1 episodio (1988)
- Star Trek: The Next Generation – serie TV, 1 episodio (1989) Non accreditato
- I miei due papà (My Two Dads) – serie TV, 1 episodio (1990)
- I quattro della scuola di polizia (21 Jump Street) – serie TV, 1 episodio (1990)
- Wings – serie TV, 1 episodio (1992)
- Sortilegio di una strega (Frogs!), regia di David Grossman – film TV (1993)
- Birdland – serie TV, 1 episodio (1994)
- Goode Behavior – serie TV, 22 episodi (1996-1997)
- Cinque in famiglia (Party of Five) - serie TV, 70 episodi (1994-2000)
- First Years – serie TV, 1 episodio (2001)
- Band of Brothers - Fratelli al fronte (Band of Brothers) – miniserie TV, 10 episodi (2001)
- Couples, regia di Marc Buckland – film TV (2002)
- DreamKeeper, regia di Steve Barron – film TV (2003)
- E.R. - Medici in prima linea (ER) - serie TV, 112 episodi (2003-2009)
- Dexter – serie TV, 1 episodio (2010)
- NCIS - Unità anticrimine (NCIS) – serie TV, episodio 8x22 (2011)
- Harry's Law – serie TV, 1 episodio (2011)
- Suits – serie TV, 1 episodio (2012)
- Republic of Doyle – serie TV, 4 episodi (2012-2014)
- Criminal Minds – serie TV, episodio 8x16 (2013)
- Shameless – serie TV, 1 episodio (2014)
- Una famiglia al college (Mom and Dad Undergrads), regia di Ron Oliver – film TV (2014)
- La promessa di Babbo Natale (The Santa Con), regia di Melissa Joan Hart – film TV (2014)
- Justified - L'uomo della legge (Justified) – serie TV, 6 episodi (2015)
- Law & Order - Unità vittime speciali (Law & Order: Special Victims Unit)  – serie TV, 1 episodio (2016)
- NCIS: Los Angeles – serie TV, 3 episodi (2013-2017)
- The Orville – serie TV, 36 episodi (2017-2022)
- Ted – miniserie TV, 8 episodi (2024)

### Doppiatore
- The Greatest Adventure: Stories from the Bible – serie TV, 1 episodio (1986)
- Wildfire – serie TV, 1 episodio (1986)
- Potato Head Kids – serie TV (1986)
- I sogni di Pinocchio (Pinocchio and the Emperor of the Night), regia di Hal Sutherland (1987)
- The Nativity, regia di Don Lusk e Ray Patterson - cortometraggio (1987)
- Foofur superstar (Foofur) – serie TV, 13 episodi (1987)
- Che papà Braccio di Ferro (Popeye and Son) – serie TV, 2 episodi (1987)
- Principe Valiant (The Legend of Prince Valiant) – serie TV, 1 episodio (1993)
- American Dad! – serie TV, 330 episodi (2005-2022)
- The High Fructose Adventures of Annoying Orange – serie TV, 1 episodio (2012)
- I Griffin (Family Guy) – serie TV, 13 episodi (2011-2020)

## Doppiatori italiani
Nelle versioni in italiano delle opere in cui ha recitato, Scott Grimes è stato doppiato da:
- David Chevalier in Robin Hood, E.R. - Medici in prima linea, The Orville
- Alberto Bognanni in Justified, NCIS: Los Angeles (ep. 4x18-19) , Oppenheimer
- Francesco Pezzulli in Critters, gli extraroditori
- Riccardo Rossi in Critters 2
- Nanni Baldini in Cinque in famiglia
- Fabrizio Manfredi in Band of Brothers - Fratelli al fronte
- Francesco Meoni in Suits
- Francesco Bulckaen in NCIS - Unità anticrimine
- Gianluca Machelli in Dexter
- Roberto Certomà in Criminal Minds
- Oreste Baldini in NCIS: Los Angeles (ep. 8x18)
- Alberto Angrisano in Law & Order - Unità vittime speciali

Da doppiatore è sostituito da:
- Paolo Vivio in American Dad!
- Daniele Giuliani ne I Griffin